# Кимбая (культура)

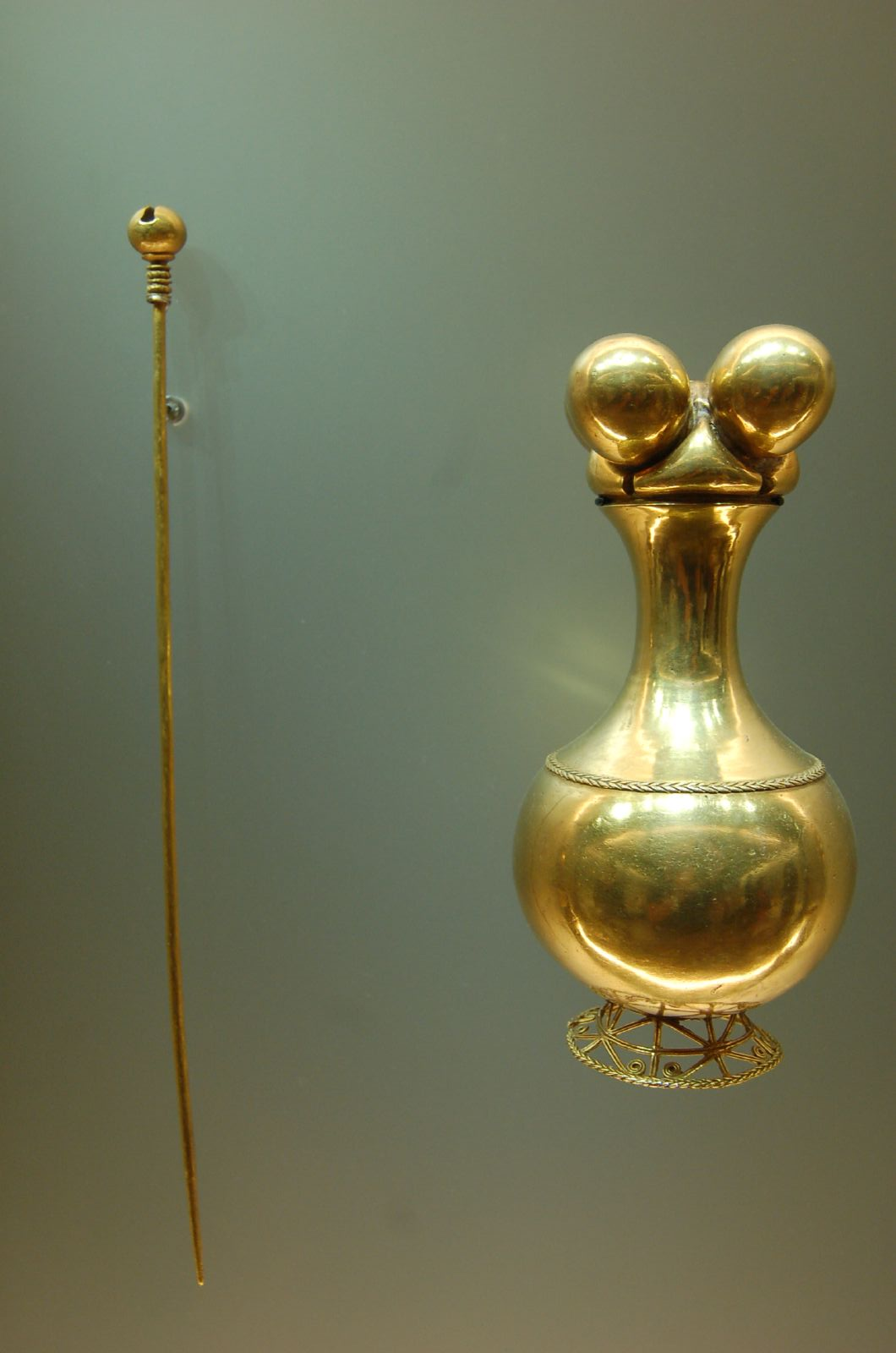
Золотой попоро (сосуд для хранения ритуальной извести) и пестик, Музей золота, Богота (Колумбия)

Культу́ра Кимба́я (исп. Cultura Quimbaya) — южноамериканская доколумбова цивилизация, известная своими ювелирными изделиями.

## Общие сведения

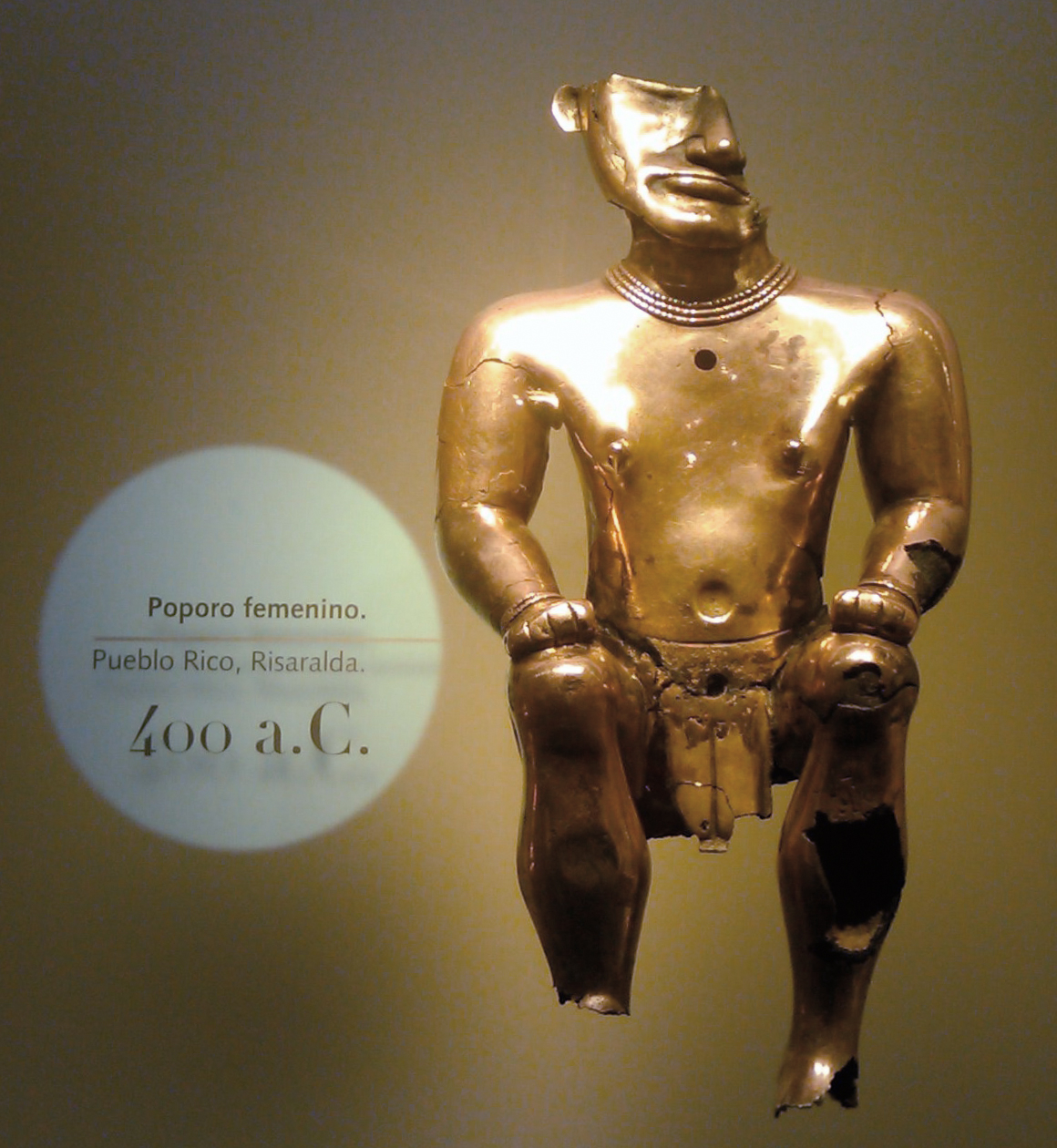
Статуэтка-попоро из тумбага — сплава меди и золота, Музей золота, Богота (Колумбия)

Культура Кимбая, одна из южноамериканских доколумбовых цивилизаций. Известна, в первую очередь, своими ювелирными изделиями. Большинство этих изделий изготовлены из сплава меди и цинка (известного как томпак), и из сплава меди и золота (названного испанцами тумбага), что придаёт им долговечность и красивые цветовые оттенки.

## История

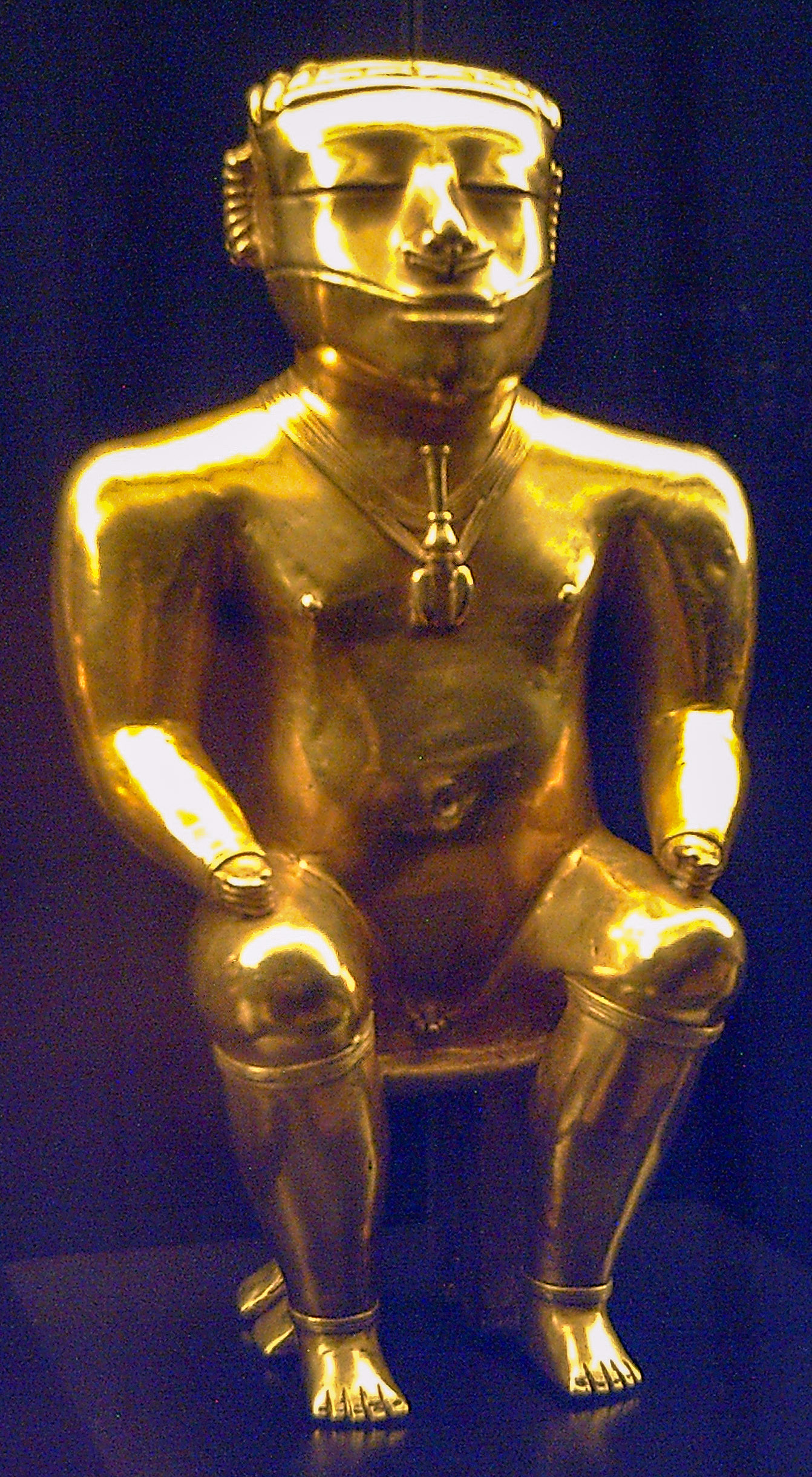
Золотая статуэтка кимбайского касика

Кимбайцы проживали в районе современных департаментов Киндио, Кальдас и Рисаральда в Колумбии в долине реки Каука. Возникновение их культуры относят к V веку до н. э., а её рассвет наступил в IV—VII веках.[прояснить] Этот период известен как кимбайский классический. Именно к этому периоду относятся наиболее яркие произведения ювелирного искусства, хранящиеся в настоящее время в экспозиции Музея золота в Боготе. Наиболее часто встречаются антропоморфные изображения сидящих мужчины и женщины с закрытыми глазами и безмятежным выражением лиц. Также нередко встречаются изображения фруктов. Большинство обнаруженных изделий относятся к погребальной утвари и найдены внутри саркофагов, выполненных из пустотелых древесных стволов. Золото представляло собой священный метал, своего рода пропуск в загробную жизнь.

### Артефакты Кимбая
В 1969 году было обращено внимание, что некоторые из ювелирных фигурок Кимбая имеют значительное сходство с летательными аппаратами. Усилиями сторонников палеоконтакта и, в частности, Эриха фон Дэникена, идея «доколумбовых самолётов» стала настолько популярна, что их выбрали в качестве одного из символов Ассоциации палеокосмонавтики (англ. Archaeology, Astronautics and SETI Research Association (AAS RA)). Однако, мнение научного сообщества подобные артефакты относит к стилизованным изображениям птиц, ящериц, амфибий, рыб и насекомых, типичных для того региона.

## Исчезновение
Находки археологов показывают, что накануне появления европейцев происходило интенсивное культурное развитие, сложилась развитая система управления, имелись профессиональные группы гончаров, жрецов, торговцев, ювелиров и военных. Испанское завоевание началось в 1539 году. Туземцев распределили по энкомьендам. В 1542 году вспыхнуло первое восстание кимбая, а в 1577 последовало второе. Они были подавлены. Численность населения постоянно снижалась, к 1559 исчезло 55 % вождеств. К этому приводили принудительный труд, недоедание, занесённые европейцами инфекциионные болезни и войны между испанцами и горным народом пихао (пинао). Последняя перепись кимбая, в 1628 году, зарегистрировала только 69 данников в области, где было 20 тысяч в 1539 году. Появление европейцев приводит к полному уничтожению культуры Кимбая в XVII в.